# Claes Sylwander
Claes Sylwander, folkbokförd Claes-Herrman Sylvander, född 27 oktober 1924 i Stockholm, död 10 februari 2013 i Göteborg, var en svensk skådespelare, teaterregissör och scenograf.

## Biografi
Claes Sylwander var son till hovfotografen Herrman Sylwander och skådespelaren Tora Teje. Han gick till en början i sin fars fotspår och blev hovfotograf 1948. Sex år senare valde han att satsa på en teaterkarriär. Sylwander klarade inte provet till scenskolan, men lyckades ändå etablera sig som skådespelare och regissör. Han var under tre år engagerad som skådespelare vid Helsingborgs stadsteater. Sedan följde roller vid Upsala Stadsteater och Riksteatern innan han kom till Folkteatern i Göteborg, först som dekoratör och sedan som teaterchef 1965–1973. Han fortsatte som teaterchef och regissör vid stadsteatrarna i Helsingborg 1973–1983 och Malmö 1983–1989.
På 1990-talet regisserade och spelade han hos Nils Poppe på Fredriksdalsteatern i Helsingborg. Han regisserade och gjorde scenografi till flera uppsättningar på Nöjesteatern i Malmö. För Me and my girl på Nöjesteatern tilldelades han en Guldmask 2001 för bästa scenografi. Han var även en fängslande föredragshållare och entusiastisk ledare för mindre teatersällskap i Skåne.
I memoarboken Oh Gud, vad vi haft roligt! berättade Claes Sylwander om sig själv och om sin mor, skådespelaren Tora Teje.

## Familj
Claes Sylwander var först gift 1948–1950 med Marianne Gaston-Portefaix (född 1923), dotter till Jules Gaston Portefaix. Andra gången var han gift 1951–1956 med skådespelaren Ingrid Thulin (1926–2004). Tredje gången var han gift 1957–1963 med kostymören Britta Lundblom (1930–1977), med vilken han fick dottern Lotta Sylwander. Fjärde gången gifte han sig 1964 med Birgitta Matsgård Berven (1931–2016), dotter till direktör Erik Matsgård och Margit, ogift Pamph. Han är begravd på Västra kyrkogården i Göteborg.

## Filmografi

### Filmroller
- 1955 – Vildfåglar
- 1970 – Sonja (TV-serie)
- 1972 – Dela lika (TV-serie)
- 1972 – Rävspel (TV-serie)
- 1987 – Allt ljus på mig! (TV-serie)
- 1993 – Spanska flugan (TV-serie)
- 1994 – Polis polis potatismos

### Regi (TV)
- 1992 - Blomman från Hawaii
- 1991 - Två man om en änka

## Teater

### Roller (ej komplett)
| År   | Roll                     | Produktion                                                                      | Regi                | Teater                   |
| ---- | ------------------------ | ------------------------------------------------------------------------------- | ------------------- | ------------------------ |
| 1953 |                          | Man till salu Ernest Vajda och Clement Scott Gilbert                            | Per-Axel Branner    | Lisebergsteatern         |
| 1954 | La Tremouille            | Lärkan (L'alouette) Jean Anouilh                                                | Per-Axel Branner    | Nya Teatern              |
| 1954 | Ralph                    | The och sympati (Tea and Sympathy) Robert Anderson                              | Gunnar Ekström      | Helsingborgs stadsteater |
| 1954 | Onkel Fritz              | Oh, mein Papa! (Das Feuerwerk) Paul Burkhard, Jürg Amstein, Robert Gilbert      | Åke Engfeldt        | Helsingborgs stadsteater |
| 1955 | Bourdelot                | Kristina August Strindberg                                                      | Johan Falck         | Helsingborgs stadsteater |
| 1955 | Konstapel Warren         | Vår lilla stad (Our Town) Thornton Wilder                                       | Erik Berglund       | Helsingborgs stadsteater |
| 1955 | Mark Jenkins             | Dollargrinet (The Solid Gold Cadillac) George S. Kaufman och Howard Teichmann   | Johan Falck         | Helsingborgs stadsteater |
| 1955 | Despreáux Roustan        | Madame Sans-Gêne Victorien Sardou och Émile Moreau                              | Johan Falck         | Helsingborgs stadsteater |
| 1955 | Hardacre                 | Måndagsäventyr (Mr. Kettle and Mrs. Moon) John Boynton Priestley                | Gunnar Ekström      | Helsingborgs stadsteater |
| 1955 | Baron von Neustadt       | Mayerlingdramat (The Masque of Kings) Maxwell Anderson                          | Johan Falck         | Helsingborgs stadsteater |
| 1955 | Lane                     | Mister Ernest (The Importance of Being Earnest) Oscar Wilde                     | Leo Golowin         | Helsingborgs stadsteater |
| 1955 | Sergeant Gregovich       | Thehuset Augustimånen (The Teahouse of the August Moon) John Patrick            | Stig Olin           | Helsingborgs stadsteater |
| 1956 | Pedro Flores             | El Matador (Bullfight) Leslie Stevens                                           | Johan Falck         | Helsingborgs stadsteater |
| 1956 | Greve de Giray           | Kameliadamen (La Dame aux camélias) Alexandre Dumas den yngre                   | Johan Falck         | Helsingborgs stadsteater |
| 1956 | General de Saint-Gobain  | Gröna fracken (L'Habit vert) Gaston Arman de Caillavet och Robert de Flers      | Johan Falck         | Helsingborgs stadsteater |
| 1956 | Raimondo                 | Drottningen och rebellerna (La regina e lgli insorti) Ugo Betti                 | Leo Golowin         | Helsingborgs stadsteater |
| 1957 | Lord Fancourt Babberley  | Charleys tant (Charley's Aunt) Brandon Thomas                                   | Leo Golowin         | Helsingborgs stadsteater |
| 1957 | Long John Silver         | Skattkammarön (Treasure Island) Robert Louis Stevenson                          | Willy Keidser       | Helsingborgs stadsteater |
| 1957 | Domaren                  | Barberaren i Sevilla (Le Barbier de Séville) Pierre de Beaumarchais             | Johan Falck         | Helsingborgs stadsteater |
| 1957 | Dr Forenius              | Ett brott Sigfrid Siwertz                                                       | Johan Falck         | Helsingborgs stadsteater |
| 1957 | Henning                  | Geografi och kärlek (Geografi og kjærlighet) Bjørnstjerne Bjørnson              | Lars Barringer      | Upsala-Gävle stadsteater |
| 1960 |                          | Så tuktas en argbigga (The Taming of the Shrew) William Shakespeare             | Sandro Malmquist    | Riksteatern              |
| 1960 | Paul Verrall             | Född i går (Born Yesterday) Garson Kanin                                        | Jerk Liljefors      | Riksteatern              |
| 1962 |                          | Råttfällan (The Mousetrap) Agatha Christie                                      | Jerk Liljefors      | Riksteatern              |
| 1964 |                          | Två herrar från Verona (The Two Gentlemen of Verona) William Shakespeare        | Kurt-Olof Sundström | Folkteatern, Göteborg    |
| 1974 | General Etienne Lonsegur | Victor: När barnen tar makten (Victor, ou, Les Enfants au pouvoir) Roger Vitrac | Hans Polster        | Helsingborgs stadsteater |
| 1977 | Talaren                  | Stolarna (Les Chaises) Eugène Ionesco                                           | Claes Thelander     | Helsingborgs stadsteater |
| 1977 | Advokaten                | Chez nous Anders Ehnmark och Per Olov Enquist                                   | Hans Polster        | Helsingborgs stadsteater |
| 1978 | Intervjuaren             | I skuggan (The Shadow Box) Michael Cristofer                                    | Claes Sylwander     | Helsingborgs stadsteater |

### Regi (ej komplett)
| År   | Produktion                                         | Upphovsmän                                                         | Teater                   |
| ---- | -------------------------------------------------- | ------------------------------------------------------------------ | ------------------------ |
| 1958 | Farmor och vår Herre                               | Hjalmar Bergman                                                    | Riksteatern              |
| 1973 | Karusellen The Apple Cart                          | George Bernard Shaw Översättning Lennart Lagerwall                 | Helsingborgs stadsteater |
| 1973 | Värmlänningarna                                    | Fredrik August Dahlgren och Andreas Randel                         | Helsingborgs stadsteater |
| 1974 | Pampen                                             | Lars Björkman                                                      | Helsingborgs stadsteater |
| 1974 | Kaktusblomman Fleur de cactus                      | Pierre Barillet och Jean-Pierre Grédy Översättning Stig Ahlgren    | Helsingborgs stadsteater |
| 1975 | En handelsresandes död Death of a Salesman         | Arthur Miller Översättning Sven Barthel                            | Helsingborgs stadsteater |
| 1975 | Den siste hete älskaren Last of the Red Hot Lovers | Neil Simon Översättning Eva Tisell                                 | Helsingborgs stadsteater |
| 1976 | Peer Gynt                                          | Henrik Ibsen Översättning Karl Ragnar Gierow                       | Helsingborgs stadsteater |
| 1976 | Othello                                            | William Shakespeare Översättning Allan Bergstrand                  | Helsingborgs stadsteater |
| 1977 | I väntan på Bardot                                 | Lars Björkman och Sigvard Olsson                                   | Helsingborgs stadsteater |
| 1978 | Audiens Audience                                   | Václav Havel Översättning Kent Andersson och Eva Lindekrantz       | Helsingborgs stadsteater |
| 1978 | Vernissage Vernisáž                                | Václav Havel Översättning Kent Andersson och Eva Lindekrantz       | Helsingborgs stadsteater |
| 1978 | I skuggan The Shadow Box                           | Michael Cristofer Översättning Pelle Fritz-Crone                   | Helsingborgs stadsteater |
| 1980 | I vackra drömmars land                             | Lars Björkman                                                      | Helsingborgs stadsteater |
| 1981 | Every Good Boy Deserves Favour                     | Tom Stoppard och André Previn Översättning Lars Björkman           | Helsingborgs stadsteater |
| 1982 | Brevet till min älskade I Sent a Letter To My Love | Bernice Rubens Översättning Pelle Fritz-Crone                      | Helsingborgs stadsteater |
| 1982 | Sista sommaren On Golden Pond                      | Ernest Thompson                                                    | Helsingborgs stadsteater |
| 1986 | Anne Franks dagbok The Diary of Anne Frank         | Frances Goodrich och Albert Hackett Översättning Göran O. Eriksson | Malmö stadsteater        |
| 1990 | Två man om en änka Der Regimentspapa               | Rickard Kessler och Heinrich Stobitzer                             | Fredriksdalsteatern      |
| 1991 | Blomman från Hawaii Die Blume von Hawaii           | Paul Abraham, Alfred Grünwald, Fritz Löhner-Beda och Imre Földes   | Fredriksdalsteatern      |

### Scenografi och kostym (ej komplett)
| År   | Produktion                                         | Upphovsmän                                                      | Regi                | Teater                   | Noter                 |
| ---- | -------------------------------------------------- | --------------------------------------------------------------- | ------------------- | ------------------------ | --------------------- |
| 1963 | Mary, Mary                                         | Jean Kerr                                                       | Hans Bergström      | Folkteatern, Göteborg    | Scenografi            |
| 1963 | Hus med dubbel ingång Casa con dos puertas         | Pedro Calderón de la Barca                                      | Kurt-Olof Sundström | Folkteatern, Göteborg    | Scenografi och kostym |
| 1964 | Borgmästaren Der Bürgermeister                     | Gert Hofmann                                                    | Kurt-Olof Sundström | Folkteatern, Göteborg    | Scenografi            |
| 1964 | Famfam                                             | Jean-Pierre Ferrier, Ricet Barrier och Bernard Lelou            | Jackie Söderman     | Folkteatern, Göteborg    | Kostym                |
| 1974 | Kaktusblomman Fleur de cactus                      | Pierre Barillet och Jean-Pierre Grédy Översättning Stig Ahlgren | Claes Sylwander     | Helsingborgs stadsteater | Scenografi            |
| 1976 | Othello                                            | William Shakespeare Översättning Allan Bergstrand               | Claes Sylwander     | Helsingborgs stadsteater | Scenografi            |
| 1980 | I nöd och lust I Do! I Do!                         | Tom Jones och Harvey Schmidt Översättning Benedict Zilliacus    | Gordon Marsh        | Helsingborgs stadsteater | Scenografi            |
| 1980 | Prins Sorgfri                                      | Per Lysander och Suzanne Osten                                  | Hans Polster        | Helsingborgs stadsteater | Scenografi            |
| 1981 | Körsbärsträdgården Вишнёвый сад, Visjnjovyj sad    | Anton Tjechov Översättning Jan Håkansson                        | Gustaf Elander      | Helsingborgs stadsteater | Scenografi            |
| 1982 | Brevet till min älskade I Sent a Letter To My Love | Bernice Rubens Översättning Pelle Fritz-Crone                   | Claes Sylwander     | Helsingborgs stadsteater | Scenografi            |
| 1983 | Ett dockhem Et Dukkehjem                           | Henrik Ibsen Översättning Tom Deutgen                           | Tom Deutgen         | Helsingborgs stadsteater | Scenografi            |
| 1990 | En handelsresandes död Death of a Salesman         | Arthur Miller Översättning Sven Barthel och Gudrun Kjellberg    | Lennart Olsson      | Malmö Stadsteater        | Scenografi            |